# Китайская цензура вне Китая
Власти КНР пытаются осуществлять цензуру не только на подконтрольной им территории, но и за границей. Эти усилия направлены не только на китайскую диаспору, но и на иностранцев, иностранные организации и компании. К чувствительным для КНР темам относят политический статус Тайваня, ситуацию в Тибете, лагеря для уйгуров в Синьцзяне, геноцид уйгуров, события на площади Тяньаньмэнь, протесты в Гонконге, распространение COVID-19 в Китае, преследование Фалуньгун и права человека в Китае в целом.
Многие иностранные компании осуществляют самоцензуру, чтобы не потерять доступ к китайскому рынку, не разозлить китайские власти и китайских потребителей. Кроме того, цензурой по отношению к пользователям вне Китая занимаются китайские компании.

## Запрещённые темы
Традиционно иностранным компаниям, желающим вести бизнес в Китае, нужно было избегать ссылок на «три Т и два К»: Тибет, Тайвань, резню на площади Тяньаньмэнь, культы, такие как Фалуньгун, и критику Коммунистической партии Китая. Это включало и такие темы, как Далай-лама: китайское правительство считает его подрывным тибетским «раскольником» и выступает против любых выражений его поддержки со стороны иностранных правительств или организаций.
В начале XXI века компании столкнулись с потенциальной негативной реакцией по более широкому кругу вопросов, касающихся Китая, в том числе невключение Гонконга, Макао и Тайваня в состав Китая на своих сайтах в нарушение Политики одного Китая. Среди других деликатных тем — комментарии о весе лидера Си Цзиньпина, в том числе его сравнение с пухлым детским персонажем Винни-Пухом; Большой скачок и культурная революция, игнорирование девятипунктирной линии в территориальном споре о Южно-Китайском море; геноцид уйгуров и лагеря для уйгуров в Синьцзяне; поддержка протестов в Гонконге в 2019—2020 годах и правительственная цензура пандемии COVID-19.

## Зарубежная цензура по отраслям

### Авиация
В 2018 году Администрация гражданской авиации КНР потребовала от четырёх десятков авиакомпаний, чтобы они не называли на своих сайтах отдельными странами Тайвань, Гонконг и Макао, угрожая в противном случае применить санкции. Все эти компании выполнили китайские требования.

### Видеоигры
Цензура влияет на глобальные релизы как китайских игр, так и некитайских игр, доступных для китайских игроков, а также на контент, доступный игрокам за пределами Китая. Например, чат в международной англоязычной китайской игре Genshin Impact подвергает цензуре не только обсценную лексику, но и такие слова, как «Тайвань», «Тибет», «Гонконг», «Фалуньгун», «Сталин», «Гитлер» и «Путин». Исследование около 200 китайских игр показало, что в чёрный список занесены более 180 000 слов. Из-за деликатного характера этой темы многие компании, в том числе находящиеся за пределами Китая, такие как Riot Games, Electronic Arts, Activision Blizzard, Ubisoft, GOG и Krafton, как правило, избегают комментариев по этому вопросу, предпочитая молчание риску обидеть китайские власти или их критиков.
Компания Red Candle Games убрала игру Devotion из Steam из-за найденных в игре отсылок к сравнению Си Цзиньпина и Винни-Пуха. CD Projekt также отказался от релиза игры на своей платформе GOG.com.
Activision Blizzard попала в скандал в 2019 году, наказав игрока за высказывания в поддержку гонконгских протестов.

### Гостиничные сети
Компания Marriott International выступила с извинениями и уволила SMM-специалиста, который лайкнул твит, благодарящий компанию за указание Тибета, Тайваня, Гонконга и Макао как отдельных стран в анкете для клиентов. Кроме того, Государственная канцелярия интернет-информации КНР предписала компании закрыть на неделю свой китайский сайт и систему бронирования.
Отель Sheraton в Стокгольме отменил тайваньский Праздник Двух Десяток под давлением китайского посла; празднование перенесли в местный музей.

### Издательства
Издательство Кембриджского университета подверглось критике в 2017 году за удаление статей из своего ежеквартального журнала «The China Quarterly», посвящённых таким темам, как резня на площади Тяньаньмэнь в 1989 году, Тибет, Синьцзян, Гонконг и культурная революция, во избежание прекращения своей деятельности в Китае. Springer Nature также согласилась с требованиями Китая подвергнуть цензуре статьи, касающиеся политики Китая, Тайваня, Тибета и прав человека. Сообщалось, что в августе 2020 года Springer Nature отклонила публикацию статьи тайваньского врача по указанию своего соиздателя, Медицинского университета Вэньчжоу, поскольку после слова «Тайвань» не было помещено слово «Китай». Springer Nature удалила статьи, даже не проинформировав об этом авторов, и отказалась отменить решение, продолжая оправдывать его тем, что оно отвечает интересам мирового академического сообщества и необходимо для продвижения исследований.
В 2017 году австралийское издательство «Allen & Unwin» отказалось опубликовать книгу Клайва Гамильтона «Тихое вторжение» о растущем влиянии Коммунистической партии Китая в Австралии, опасаясь возможных судебных исков со стороны правительства Китая или его местных доверенных лиц под эгидой Рабочего отдела Объединённого фронта.
Издатели, использующие китайские типографии, также подвергались местной цензуре, даже в отношении книг, не предназначенных для продажи в Китае. Книги с картами подвергаются особому контролю: в одной книге издательства Университета Виктории «Пятнадцать миллионов лет в Антарктиде» потребовали заменить английский термин «гора Эверест» на его китайский эквивалент «гора Джомолунгма». Это побудило издателей рассмотреть типографии в других странах, таких как Вьетнам.
Информатор Эдвард Сноуден раскритиковал китайских цензоров за удаление отрывков об авторитаризме, демократии, свободе слова и частной жизни из переведённой версии его книги «Постоянное досье».

### Кинематограф
Голливудские продюсеры обычно стремятся соблюдать требования правительства Китая в отношении цензуры, пытаясь получить доступ к прибыльному кинорынку страны, который по состоянию на 2019 год является вторым в мире по величине кассовых сборов. В меморандуме Министерства радио, кино и телевидения Китая, направленном Джеку Валенти, президенту MPAA, и адресованном китайским кинокомпаниям, запрещалось сотрудничество с голливудскими студиями, производившими «Красный угол» (MGM/United Artists), «Кундун» (Disney) и «Семь лет в Тибете» (TriStar Pictures), как фильмы, которые «жестоко нападают на Китай [и] задевают чувства китайцев… Хотя… были предприняты всевозможные усилия, эти три американские компании всё ещё продвигают вышеперечисленные фильмы… В целях защиты общенациональных интересов Китая было решено временно прекратить всё деловое сотрудничество с этими тремя компаниями без исключения». Во время съёмок «Красного угла» китайские чиновники посетили MGM и спросили, почему фильм выпускают во время визита в США председателя КНР Цзяна Цзэминя.
Китайское влияние заставляет студии отдавать приоритет сочувственным изображениям китайских персонажей в фильмах — например, изменение злодеев в «Красном рассвете» с китайцев на северокорейцев и превращение китайских учёных в спасителей цивилизации в фильме-катастрофе «2012». Анимационный фильм DreamWorks Animation 2019 года «Эверест» включал девятипунктирную линию на карте Южно-Китайского моря, в результате чего фильм был запрещён во Вьетнаме, Малайзии и на Филиппинах, поскольку эти страны оспаривают претензии КНР. В 2016 году Marvel Entertainment подверглась критике за своё решение взять Тильду Суинтон на роль «Древней» в экранизации «Доктора Стрэнджа», поскольку белая женщина сыграла традиционно тибетского персонажа. Соавтор сценария фильма К. Роберт Каргилл заявил в интервью, что это было сделано, чтобы не рассердить Китай. Из фильма «Миссия невыполнима 3» после просьбы китайских цензоров вырезали сцены, снятые в Шанхае, в которых была показана «сушка белья на веревках для белья в многоквартирных домах»: по мнению цензоров такие сцены показывают страну отсталой.
Брэду Питту с 1997 по 2014 год был запрещён въезд в Китай после того, как он снялся в фильме «Семь лет в Тибете». Леди Гага вторично запретили въезд в Китай после её встречи с Далай-ламой в 2016 году на 84-й ежегодной конференции мэров США в Индианаполисе, где они с Далай-ламой поговорили о силе доброты и о том, как сделать мир более сострадающим. Отдел по связям с общественностью Коммунистической партии Китая издал приказ осудить эту встречу в контролируемых государством СМИ. Гага была внесена в список враждебно настроенных иностранных сил, а китайским сайтам и СМИ было приказано прекратить распространение её песен. В Китае её появление было вырезано из специального выпуска «Друзья: Воссоединение» в 2021 году, а её изображение было затемнено в репортажах об «Оскаре» 2019 года в Китае. В марте 2022 года основные потоковые онлайн-сервисы Китая, такие как iQIYI, Tencent Video и Youku, удалили большую часть фильмографии Киану Ривза после того, как он виртуально появился на благотворительном концерте Tibet House — некоммерческой организации, связанной с Далай-ламой.
Во время рекламного тура фильма «Форсаж 9» Джастина Лина в 2021 году Джон Сина назвал Тайвань «страной». Впоследствии он был вынужден принести извинения в социальных сетях, поскольку Китай считает Тайвань частью Китая.
В начале апреля 2020 года тайский актёр Брайт (Вачиравит Чиваари) попал в скандал, лайкнув твит тайского фотографа c городскими пейзажами, где Гонконг был непреднамеренно подписан как страна. Фотограф немедленно удалил изображение; и он, и актёр принесли извинения. Его твит вызвал негативную реакцию китайских пользователей сети. Посольство Китая в Бангкоке выступило с заявлением, в котором критиковало тайцев, ставящих под сомнение принцип одного Китая. Хотя удаление твита и извинения временно решили проблему, Брайт снова оказался в центре внимание после того, как китайские пользователи сети откликнулись на онлайн-сообщения его бывшей девушки в Instagram от 2017 года. 25 июня 2020 года GMM Grammy (компания-учредитель GMMTV, специалистом которой был Брайт) направила юристов в Отдел по борьбе с технологическими преступлениями для подачи исков против пользователей социальных сетей, обвиняемых в распространении вредоносных сообщений о нём.

### Международные организации
Китай решительно выступает против участия Тайваня в международных организациях как нарушение принципа одного Китая, и Тайвань обычно может участвовать в международных организациях только как «Китайский Тайбэй» или «Тайвань, Китай».
Первоначально «Китайский Тайбэй» был согласован в соответствии с Нагойской резолюцией в качестве названия, которое будет использоваться для тайваньской команды на Олимпийских играх с 1980-х годов. Под давлением КНР Тайвань упоминается другими международными организациями под разными названиями, такими как «Китайская провинция Тайвань» в Международном валютном фонде и «Тайваньский округ» во Всемирном банке. Правительство КНР также оказало давление на международные конкурсы красоты, включая «Мисс мира», «Мисс Вселенная» и «Мисс Земля», чтобы тайваньские участницы соревновались только в качестве «Мисс Китайский Тайбэй», а не «Мисс Тайвань».
В январе 2020 года, когда эпидемия коронавируса распространилась за пределы Китая, а международные комментаторы критиковали исключение Тайваня из различных учреждений Организации Объединённых Наций, Международная организация гражданской авиации (ИКАО) заблокировала многочисленные учётные записи Twitter, в том числе принадлежащие сотрудникам Конгресса США и аналитикам из округа Колумбия, после критики ИКАО в Интернете за недопуск Тайваня в организацию. И ИКАО, и их учётная запись в Твиттере управлялись гражданами Китая.
23 сентября 2020 года заявка Викимедиа на получение статуса официального наблюдателя при Всемирной организации интеллектуальной собственности была отклонена правительством Китая, поскольку представитель Китая заявил, что они «обнаружили большое количество контента и дезинформации, нарушающих принцип одного Китая» на веб-страницах, связанных с Викимедиа, а тайваньское отделение Викимедиа «осуществляет политическую деятельность… которая может подорвать суверенитет и территориальную целостность государства».

### Политика и дипломатия
С тех пор, как Си Цзиньпин взял под свой контроль иностранные дела Китайской Народной Республики, режим занял «жестокую позицию» в международных отношениях, в том числе в отношении Китая или его интересов. Обозреватель New York Times Николас Кристоф заметил, что «Си хочет подвергать информацию цензуре не только в своей стране; он также хочет подвергать цензуре наши собственные дискуссии на Западе». Ключевым примером является то, как Пекин выступает против любых встреч иностранных политиков с Далай-ламой, даже в личном качестве.
Вскоре после того, как Зденек Гржиб стал мэром Праги, он провёл встречу с иностранными дипломатами, и посол Китая попросил его выслать тайваньского представителя. Гржиб отказался это сделать. Китай указал, что Прага уже согласилась на политику одного Китая, когда предыдущий мэр заключил соглашение о побратимстве Пекина и Праги. Когда Гржиб попросил пересмотреть соглашение, Китай прервал контакт, отказался отвечать на письма и электронные почту, пригрозил удержать средства для пражского футбольного клуба и в одностороннем порядке отменил тур Пражского симфонического оркестра по Китаю. Гржиб назвал такие действия «запугиванием». В январе 2020 года Гржиб разорвал соглашение между Прагой и Пекином, вместо этого заключив новое соглашение с Тайбэем. Когда председатель Сената Чехии Ярослав Кубера рассказал о планах посетить Тайвань, Китай объявил, что «чешские компании, представители которых посещают Тайвань с председателем Куберой, не будут приветствоваться в Китае или среди китайского народа». Вскоре после получения этой угрозы Кубера умер от инфаркта.
Дженни Шипли была премьер-министром Новой Зеландии, а после ухода из политики в течение шести лет с 2007 по 2013 год занимала должность директора глобального совета China Construction Bank, а затем до 31 марта 2019 года была председателем China Construction Bank New Zealand. Экс-премьер-министр написала статью «Нам нужно научиться слушать Китай» в контролируемой Коммунистической партией газете «Жэньминь жибао». В ней содержится решительное одобрение текущей внешней политики Китая, например: «Инициатива Один пояс и один путь, предложенная Китаем, является одной из величайших идей, которые мы когда-либо слышали во всём мире. Это дальновидная идея, и, на мой взгляд, у неё есть потенциал создать следующую волну экономического роста». Позже госпожа Шипли отрицала, что когда-либо писала эту статью.
15 ноября 2019 года министр культуры Швеции Аманда Линд вопреки желанию руководства Коммунистической партии Китая заочно наградила Гуя Миньхая премией ПЕН-клуба имени Тухольского. Господин Гуй, гражданин Швеции китайского происхождения, публиковал стихи с критикой коммунистического Китая, как сообщалось, готовил книгу о личной жизни Си Цзиньпина, и был арестован китайскими агентами безопасности в поезде из Шанхая в Пекин. После награждения посольство Китая в Стокгольме опубликовало заявление, в котором говорилось, что присутствие министра Линд было «серьезной ошибкой» и что «неправильные поступки будут иметь только плохие последствия». Через несколько дней посол Китая в Швеции Гуй Конгью объявил, что «две большие делегации бизнесменов, которые планировали поездку в Швецию, отменили свою поездку». Госпоже Линд уже угрожали запретом на въезд в Китай, если она продолжит вручение премии. Позже в том же месяце посол дал интервью шведскому общественному радио, в котором сказал: «Мы угощаем наших друзей прекрасным вином, но для наших врагов у нас есть дробовики».
Европейский союз согласился убрать упоминания китайского происхождения пандемии COVID-19 из письма дипломатов, предназначенного для публикации в китайской газете. Исследование отметило повсеместную самоцензуру европейских дипломатов по чувствительным для КНР темам.
Также с давлением китайских властей за свою критику КНР сталкивались члены австралийского, литовского, немецкого и Европейского парламентов.

### Производители одежды и обуви
Компания-ритейлер одежды Gap принесла извинения за футболку с картой Китая без Тайваня, Тибета и территориальных претензий КНР в Южно-Китайском море.
В 2021 году, после того, как бренды одежды H&M, Nike и Burberry объявили, что прекратят закупать хлопок из Синьцзяна из-за опасений по поводу принудительного труда уйгуров, они столкнулись с китайской кампанией бойкота в социальных сетях, отзывом местных представителей брендов, аннулированием договоров об аренде магазинов и удалением с онлайн-порталов в Китае. Это побудило другие компании, такие как Inditex, владельца Zara, удалить заявления против рабства со своих веб-сайтов. H&M объявила, что компания «привержена восстановлению доверия» Китая, и изменила «проблемную» онлайн-карту Китая по требованию городского правительства Шанхая.

### СМИ
КНР ограничивает свободу прессы. В 2016 году Си Цзиньпин сообщил государственным СМИ, что Коммунистическая партия Китая ожидает от них «абсолютной лояльности». В Гонконге неудобные журналисты подвергаются скрытой цензуре посредством целенаправленного насилия, арестов, отказа от рекламы, увольнения. Иностранные журналисты также сталкиваются с цензурой из-за лёгкости, с которой их статьи могут быть переведены и распространены по всей стране.
Иностранные журналисты сообщают о растущем вмешательстве властей в их работу: опрос Клуба иностранных корреспондентов Китая, проведенный в 2016 году, показал, что 98 % из них считают, что условия репортажей не соответствуют международным стандартам. Вмешательство включает в себя отказ в визе для работы в стране, преследование и насилие со стороны тайной полиции, а также требование представить вопросы пресс-конференции для предварительной проверки. Журналисты также сообщали, что местные источники, которые общаются с ними, сталкиваются с притеснениями, запугиваниями или задержаниями со стороны государственных чиновников, что снижает готовность сотрудничать с журналистами. Иностранные журналисты также сталкиваются со взломом их почтовых ящиков со стороны КНР, чтобы узнать их источники.
Результаты 2017 года показали рост насилия и препятствий: репортер «Би-би-си» Мэтью Годдард был избит нападавшими, которые пытались украсть его оборудование после того, как он отказался показать им отснятый материал. В 2017 году 73 % иностранных журналистов сообщили о том, что им ограничивали или запрещали вести репортажи в Синьцзяне, по сравнению с 42 % в 2016 году. Журналисты также сообщали об усилении давления со стороны дипломатов КНР на их штаб-квартиру с требованием удалить материалы.
В визах было отказано ряду иностранных журналистов, которые писали статьи, неугодные правительству КНР, например, об обращении с уйгурами в Синьцзяне. В результате усиливающихся запугиваний и угроз отказа в выдаче визы иностранные журналисты, работающие в Китае, всё чаще прибегают к самоцензуре. Темы, которых избегают журналисты, включают Синьцзян, Тибет и Фалуньгун.
Также правительство КНР всё чаще стремилось влиять на общественное мнение за рубежом, нанимая иностранных репортеров для государственных СМИ и оплачивая официально санкционированные вкладыши «China Watch» для включения в зарубежные газеты, включая The New York Times, The Wall Street Journal, The Washington Post и The Daily Telegraph.
В декабре 2019 года журнал GQ убрал Си Цзиньпина из списка людей с худшими нарядами.
В апреле 2021 года между Швецией и Китаем возник дипломатический спор, когда Жойе Олссон, шведский журналист, работавший на Тайване, опубликовал серию писем с угрозами и оскорблениями, направленных ему посольством Китая в Швеции.

### Спорт
В 2019 году Чак Салитуро из ESPN, старший директор отдела новостей канала, разослал сотрудникам внутреннюю записку, запрещающую любое обсуждение политических вопросов, касающихся Китая или Гонконга, при освещении споров по поводу твита Дэрила Мори в поддержку протестующих в Гонконге.
В октябре 2019 года сотрудники «Уэллс Фарго Центра» выгнали болельщиков «Филадельфия Севенти Сиксерс», кричавших «Свободу Гонконгу» на игре с «Гуанчжоу Лунг Лайонс».
В декабре 2019 года футболист «Арсенала» Месут Озиль опубликовал в своем аккаунте в социальной сети стихотворение, в котором осуждается обращение Китая с уйгурами в лагерях для интернированных в Синьцзяне и молчание мусульманских стран по этому вопросу. Позже «Арсенал» опубликовал заявление, в котором дистанцировался от слов игрока. Через два дня Центральное телевидение Китая исключило матч между «Арсеналом» и «Манчестер Сити» из своего расписания.
На автомобильной гонке «24 часа Ле-Мана» 2021 года организаторы мероприятия попросили тайваньскую команду сменить национальный флаг Тайваня на флаг Китайского Тайбэя.

### Университеты
Исторически цензура в Китае ограничивалась границами страны, но после вступления Си Цзиньпина на пост генерального секретаря Коммунистической партии Китая в 2012 году власти стремятся к подавлению инакомыслия и критики и за рубежом, особенно в академических кругах.
Примерами такой цензуры называют запугивание сторонниками КПК в университетах Квинсленда и Окленда протестующих против действий китайских властей; конфликт китайского консула в Брисбене со студентом Квинслендского университета, организовавшим демонстрацию в поддержку гонконгских протестов; удаление постов с критикой действий властей КНР в Гонконге из твиттера Университета Нового Южного Уэльса; аннулирование виз британским учёным за их взгляды на политику китайских властей; самоцензуру университетов в США (Университет штата Северная Каролина отменил визит Далай-ламы, а Колумбийский университет — дискуссию о правах человека в Китае).
Особую критику вызывает деятельность институтов Конфуция, которыми управляет Ханьбань. Критики характеризуют их как инструменты пропаганды китайского правительства, обвиняют их в цензуре «трёх Т» и других чувствительных для КНР тем, а также заявляют, что при отборе преподавателей в эти институты важна политическая лояльность.

### IT
Многие американские технологические компании сотрудничают с политикой правительства Китая, включая цензуру в Интернете, например, помогая властям построить Великий китайский файрвол для ограничения доступа к чувствительной информации. Yahoo! вызвал споры после предоставления личных данных своего пользователя Ши Тао правительству КНР, в результате чего Тао был приговорен к 10 годам тюремного заключения за «разглашение государственной тайны за границу». В 2006 году Microsoft, Google, Yahoo! и Cisco предстали перед расследованием Конгресса США их операций в Китае, где их сотрудничество с цензурой и нарушение конфиденциальности отдельных лиц подверглось критике.
Китайское правительство оказывает всё большее давление на зарубежных частных лиц и компании, чтобы они сотрудничали с его моделью цензуры, в том числе в отношении зарубежного общения, которое иностранцы осуществляют для некитайской аудитории.
С сентября 2007 года пользователи в Китае, пытающиеся загрузить программный клиент Skype, перенаправляются на сайт TOM Online, совместного предприятия китайского оператора беспроводной связи и Skype, с которого можно загрузить модифицированную китайскую версию. Клиент TOM участвует в китайской системе интернет-цензуры, отслеживая текстовые сообщения между пользователями Skype в Китае, а также сообщения, которыми обмениваются пользователи за пределами страны. Никлас Зеннстрем, тогдашний исполнительный директор Skype, сообщил журналистам, что TOM «внедрила текстовый фильтр, что и делают все остальные на этом рынке. Таковы правила». Он также заявил: «Одно можно сказать наверняка: эти вещи никоим образом не ставят под угрозу конфиденциальность или безопасность кого-либо из пользователей».
В октябре 2008 года сообщалось, что TOM сохранял на своих серверах полное содержание некоторых текстовых разговоров по Skype, по-видимому, сосредотачиваясь на разговорах, содержащих политические вопросы, такие как Тибет, Фалуньгун, независимость Тайваня и Коммунистическая партия Китая. Сохраненные сообщения содержат личную информацию об отправителях и получателях сообщений, включая IP-адреса, имена пользователей, номера стационарных телефонов и все содержимое текстовых сообщений, включая время и дату каждого сообщения. Также была сохранена информация о пользователях Skype за пределами Китая, которые общались с пользователем TOM-Skype. Из-за неправильной настройки сервера эти файлы журналов на какое-то время стали общедоступными.
Упрощённая китайская версия Myspace, запущенная в апреле 2007 года, имеет много связанных с цензурой отличий от других международных версий сервиса. Дискуссионные форумы на такие темы, как религия и политика, отсутствуют; добавлена система фильтрации, которая предотвращает размещение контента о независимости Тайваня, Далай-ламе, Фалуньгун и других «неуместных темах». Пользователям также предоставляется возможность сообщать о «неправомерных действиях» других пользователей за правонарушения, включая «угрозу национальной безопасности, утечку государственных секретов, подрыв правительства, подрыв национального единства и распространение слухов или нарушение общественного порядка».
Американская компания по видеоконференцсвязи Zoom, большая часть исследовательской группы которой базируется в Китае, после жалоб китайских властей закрыла учётную запись пользователя из США, который провёл пикет в Zoom, посвященный резне на площади Тяньаньмэнь; впоследствии компания пообещала применять такие действия только к жителям КНР.
Би-би-си охарактеризовала WeChat, китайскую платформу социальных сетей, принадлежащая Tencent, как «мощное оружие социального контроля». В ноябре 2019 года выяснилось, что компания цензурирует американских пользователей, обсуждающих политику Гонконга. Известно, что WeChat подвергает цензуре сообщения, касающиеся коронавируса. Согласно отчету Citizen Lab, Tencent также использует платформу для слежки за иностранными гражданами. В декабре 2020 года WeChat заблокировал пост премьер-министра Австралии Скотта Моррисона во время дипломатической ссоры между Австралией и Китаем. В своем посте в WeChat Моррисон раскритиковал фальшивое изображение, опубликованное китайским дипломатом, и похвалил китайско-австралийское сообщество. Компания заявила, что заблокировала публикацию, поскольку она «нарушала правила, в том числе искажала исторические события и вводила общественность в заблуждение».
4 июня 2021 года, в 32-ю годовщину протестов и резни на площади Тяньаньмэнь в 1989 году, поиск изображений и видео с Танкистом был подвергнут цензуре поисковой системой Microsoft Bing по всему миру. Через несколько часов после того, как Microsoft признала проблему, поиск выдал только изображения танков в других странах мира. Поисковые системы, которые лицензируют результаты от Microsoft, такие как DuckDuckGo и Yahoo, столкнулись с аналогичными проблемами. Microsoft заявила, что проблема возникла «из-за случайной человеческой ошибки». Директор «Human Rights Watch» Кеннет Рот сказал, что ему «трудно поверить», что это была непреднамеренная ошибка. Дэвид Грин, директор по гражданским свободам в Electronic Frontier Foundation, сказал, что модерацию контента невозможно провести идеально и что «всё время совершаются вопиющие ошибки», но далее он уточнил, что «в худшем случае это было целенаправленное подавление по просьбе влиятельного государства». Ранее Bing обвиняли в цензуре выдачи на китайском языке для американских пользователей по таким запросам, как «Далай-лама», «инцидент 4 июня», «Фалуньгун» и «Freegate».
Apple допустила, чтобы политическая цензура ради китайского рынка распространилась на другие рынки. Компания также требовала от поставщиков не использовать этикетки «Сделано в Тайване».
LinkedIn ограничивала для пользователей вне Китая запретный с точки зрения КНР контент.
The Guardian обнародовала правила модерации приложения TikTok, запрещающие контент, в котором упоминается площадь Тяньаньмэнь, независимость Тибета и Фалуньгун. Контент, критикующий преследование этнических меньшинств китайским правительством или упоминающий протесты в Гонконге 2019—2020 годов, также удаляется. ByteDance, пекинский владелец приложения, в ответ на сообщения СМИ заявил, что просочившиеся правила модерации «устарели» и что они ввели локализованные правила для разных стран. Поисковые запросы в приложении, касающиеся Гонконга, не выявили содержания, относящегося к протестам. Основатель Facebook Марк Цукерберг также раскритиковал платформу за цензуру контента протестов в Гонконге, спросив: «Тот ли это интернет, который нам нужен?» В ноябре 2019 компания извинилась за блокировку американской пользовательницы, которая замаскировала видео о мусульманах в концлагерях Синьцзяна под урок макияжа, чтобы избежать цензуры.
С октября 2019 китайские фразы «бандит-коммунист» и «50-центовая партия» автоматически удаляются из комментариев на YouTube в течение 15 секунд.

### Разное
Певица Чжоу Цзыюй, родившаяся на Тайване, извинилась за появление с тайваньским флагом после возмущения китайских интернет-пользователей.
Компания Mercedes-Benz извинилась на Sina Weibo за «оскорбление чувств китайского народа» за цитирование Далай-ламы в Instagram, запрещённом в Китае.
Christian Dior извинились в своём аккаунте на Weibo из-за карты, не включавшей Тайвань в состав Китая.
Maserati под давлением КНР попросила местного автодилера прекратить сотрудничество с тайваньским кинофестивалем «Золотая лошадь», заявив о своей поддержке принципа одного Китая.
В 2020 году банк ANZ дистанцировался от сингапурского главы своего глобального кредитного отдела Богача Оздемира после того, как он написал пост на LinkedIn, в котором обвинил Китай в пандемии COVID-19. Банк выступил с заявлением, в котором утверждалось, что пост Оздемира продемонстрировал «явную недальновидность», в результате чего тот инициировал иск о клевете.
В июле 2021 года после критики со стороны китайских пользователей социальных сетей компания Kodak удалила из своей ленты в Instagram пост с фотографией из Синьцзяна и отсылкой к геноциду уйгуров.
В 2022 году компания Mars извинилась за то, что назвала Тайвань страной в рекламных материалах, и пообещала скорректировать свои формулировки по отношению к Тайваню.

## Сопротивление цензуре
В 2010 году компания Google выступила против политики цензуры Китая и в конечном итоге покинула страну. К 2017 году компания отказалась от противостояния и в том числе планировала одобренную Коммунистической партией Китая цензурированную поисковую систему под названием Project Dragonfly. Работа над проектом была прекращена в 2019 году.
В 2019 году мультсериал Comedy Central «Южный парк» выпустил серию «Группа в Китае», в которой высмеивается самоцензура голливудских продюсеров в угоду китайским цензорам, а один персонаж кричит «К чёрту китайское правительство!». За этим последовали саркастичные извинения от создателей шоу Трея Паркера и Мэтта Стоуна:
Как и НБА, мы приветствуем китайских цензоров в наших домах и в наших сердцах. Мы тоже любим деньги больше, чем свободу и демократию. Настройтесь на наш 300-й выпуск в эту среду в 10! Да здравствует великая Коммунистическая партия Китая. Пусть осенний урожай сорго будет обильным. Теперь мы хорошие, а, Китай?
Шоу было запрещено в материковом Китае после инцидента. Протестующие в Гонконге показали эпизод на улицах города. Музыканту Зедду запретили въезд в Китай после того как он лайкнул твит из Южного парка.
4 июня 2020 года политики из восьми демократических стран сформировали Межпарламентский альянс по Китаю — международный и межпартийный альянс, сосредоточенный на проблемах КНР и Коммунистической партии Китая, включая попытки китайских властей подвергнуть цензуре или наказать тех, кто делает негативные по отношению к КНР комментарии. Возглавляет Альянс Иан Дункан Смит, бывший лидер Консервативной партии Великобритании.

### Альянс молочного чая
Альянс молочного чая описывают как демократическое онлайн-движение солидарности интернет-пользователей из Таиланда, Гонконга и Тайваня. Альянс молочного чая возник в ответ на возросшее присутствие умаоданов и других пропекинских националистических комментаторов в социальных сетях. Чай с молоком используется жителями Юго-Восточной Азии как символ солидарности против КНР, поскольку в их регионе чай исторически употребляли с молоком, а в материковом Китае — без.
Прозвище «Альянс молочного чая» появилось в 2020 году после того, как китайские националистические интернет-комментаторы раскритиковали тайского актёра Брайта за то, что он лайкнул изображение в Твиттере, в котором Гонконг упоминается как «страна», и призвали к бойкоту его телепрограммы (см. раздел «Политика и дипломатия»). Пользователи Twitter на Тайване, Гонконге и Филиппинах присоединились к тайским пользователям, что The Telegraph назвала «редким моментом региональной солидарности». Австралию также называли членом Альянса молочного чая; её связь с таким чаем незначительна, поэтому вместо этого для её представления используется продукт детской смеси Aptamil. После стычек между Китаем и Индией в 2020 году Индию, где пьют чай масала, также иногда включали в состав Альянса.
Паллаби Мунси в статье для Ozy описала Альянс молочного чая как «армию добровольцев Азии, восставшую против китайских интернет-троллей».